# Guillermo Vázquez Franco
Guillermo Vázquez Franco (Montevideo; 19 de julio de 1924 - 3 de marzo de 2025) fue un profesor de historia, investigador y centenario uruguayo.

## Biografía
Dedicó la mayor parte de sus investigaciones a poner en evidencia los mitos de la historia de Uruguay en oposición a la historiografía clásica.
Sus principales obras son La historia y sus mitos (1994 y 2010) y Francisco Berra, la historia prohibida, sobre la obra del historiador Francisco Berra, prohibida por el gobierno uruguayo en 1883. En La historia y sus mitos, analiza lo que califica de “mitos fundacionales” de la historia uruguaya, como el de José Gervasio Artigas, el de los Treinta y Tres Orientales, el del Éxodo oriental, el de la independencia (que él denomina "amputación" de la Provincia Oriental) y muchos otros que fueron creados, según afirma, para justificar la existencia de un Uruguay independiente.
Trabajó también sobre la Convención Preliminar de Paz del 28 de agosto de 1828, firmada en Río de Janeiro por representantes del Imperio del Brasil y de las Provincias Unidas del Río de la Plata, por la cual se creó el Estado Oriental del Uruguay, sin la participación de dirigentes orientales. Es citado por Eduardo Galeano en Las venas abiertas de América Latina (1971).

## Libros publicados
- Vázquez Franco, Guillermo (1967). La conquista justificada. Arca.
- Vázquez Franco, Guillermo (1971). El país que Batlle heredó. Fundación de Cultura Universitaria.
- Vázquez Franco, Guillermo (1986). Economía y sociedad en el latifundio colonial. Forum Gráfica editora.
- Vázquez Franco, Guillermo (1988). Tierra y derecho en la rebelión oriental. Proyección.
- Vázquez Franco, Guillermo; Casals, Juan Manuel (1992 - 2 tomos). Historia política y social de Iberoamérica. Fundación de Cultura Universitaria.
- Vázquez Franco, Guillermo (1994). La historia y sus mitos. A propósito de un libro de Real de Azúa. Comentarios, digresiones, reflexiones (1ª edición). Cal y Canto.
- Vázquez Franco, Guillermo (2001). Francisco Berra, la historia prohibida. El Mendrugo. ISBN 9974764408.
- Vázquez Franco, Guillermo (2006). Formas de vida en el latifundio colonial. El Mendrugo.
- Vázquez Franco, Guillermo (2014). Traición a la Patria. El Mendrugo.